# Dusona horrida
Dusona horrida là một loài tò vò trong họ Ichneumonidae.